# Circondario di Teramo
Il circondario di Teramo era uno dei circondari in cui era suddivisa l'omonima provincia.

## Istituzione e soppressione
Fu costituito insieme alla provincia di Teramo, di cui era parte, dopo l'annessione del Regno delle Due Sicilie al Regno d'Italia nel 1861. I circondari erano stati istituiti come ente amministrativo subordinato alle province con la Legge Rattazzi (Regio Decreto n. 3702 del 23.10.1859).
Dopo il 1927, con la costituzione della Provincia di Pescara e la soppressione dei circondari, fu soppresso il circondario di Penne ed aggregato alla nuova provincia, salvo i comuni del Mandamento di Bisenti (Bisenti, Arsita, Castiglione Messer Raimondo, Penna Sant'Andrea, Basciano e Castel Castagna), che furono invece aggregati alla Provincia di Teramo.

## Comuni compresi
Ancarano, Atri (capoluogo di mandamento), Bellante, Campli, Canzano, Castellalto, Castelli, Castiglione della Valle (dal 1928 il comune prenderà il nome di Colledara), Castilenti, Cellino Attanasio (fino al 1863 denominato Cellino), Civitella del Tronto, Colonnella, Controguerra, Corropoli, Cortino (nel 1868 aggiunte frazioni Faieto e Casanova già di Valle San Giovanni), Crognaleto, Fano Adriano, Giulianova, Isola del Gran Sasso d'Italia (fino al 1863 denominato Isola), Montefino (fino al 1863 denominato Montesecco), Montorio al Vomano (fino al 1863 denominato Montorio - capoluogo di mandamento), Morro d'Oro (fino al 1864 denominata Morro), Mosciano Sant'Angelo (fino al 1863 denominato Mosciano), Mutignano (soppresso nel 1927 e ricostituito nel 1929 con la nuova denominazione di Pineto), Nereto, Notaresco (capoluogo di mandamento), Pietracamela, Rocca Santa Maria, Roseto degli Abruzzi (fino al 1927 il comune aveva denominazione Montepagano), Sant'Egidio alla Vibrata (fino al 1863 denominato Sant'Egidio), Sant'Omero, Silvi, Teramo, Torano Nuovo (fino al 1863 denominato Torano), Torricella Sicura (fino al 1863 denominato Torricella), Tortoreto, Tossicia (capoluogo di mandamento), Valle Castellana, Valle San Giovanni (soppresso nel 1868).

## Suddivisione in mandamenti
- mandamento di Atri: comuni di Atri, Castilenti, Cellino Attanasio, Montefino, Mutignano e Silvi.
- mandamento di Campli: comuni di Campli, Bellante, Rocca Santa Maria e Valle Castellana.
- mandamento di Civitella del Tronto: comune di Civitella del Tronto.
- mandamento di Giulianova: comuni di Giulianova, Mosciano Sant'Angelo e Tortoreto.
- mandamento di Montorio: comuni di Montorio al Vomano, Cortino e Crognaleto.
- mandamento di Nereto: comuni di Nereto, Ancarano, Colonnella, Controguerra, Corropoli, Sant'Egidio alla Vibrata, Sant'Omero e Torano Nuovo.
- mandamento di Notaresco: comuni di Notaresco, Castellalto, Montepagano, Morro d'Oro.
- mandamento di Teramo: comuni di Teramo, Canzano e Torricella Sicura.
- mandamento di Tossicia: comuni di Tossicia, Castelli, Castiglione della Valle, Fano Adriano, Isola del Gran Sasso e Pietracamela.